# نادي أغيا باراسكيفي لكرة السلة
نادي أغيا باراسكيفي لكرة السلة (باليونانية: Γ.Σ. Αγίας Παρασκευής)‏ هو فريق كرة سلة يوناني للسيدات تأسس في سنة 1976 يقع مقره في أغيا باراسكيفي، أثينا.

## الإنجازات
- الدوري اليوناني لكرة السلة للسيدات
  - النهائي (1): 1988